# Saras
Die Saras S.p.A. ist ein italienisches Mineralöl- und Energieunternehmen mit rechtlichem Sitz in Sarroch, Sardinien und operativem Hauptsitz in Mailand. Das Unternehmen ist an der Borsa Italiana im FTSE Italia Mid Cap gelistet.

## Geschichte
Das Unternehmen wurde 1962 von Angelo Moratti gegründet und ist vorwiegend in Italien und Spanien tätig. Massimo Moratti, Sohn des Firmengründers ist heute Hauptanteilseigner und Vorstandsvorsitzender des Unternehmens.
Die Unternehmensgruppe beschäftigt rund 2.200 Mitarbeiter und erzielte 2022 einen Umsatz von rund 16 Milliarden Euro.
Im Februar 2024 übernahm der niederländische Rohstoffhändler Vitol 35 % an dem Unternehmen aus dem Anteil der Familie Moratti.

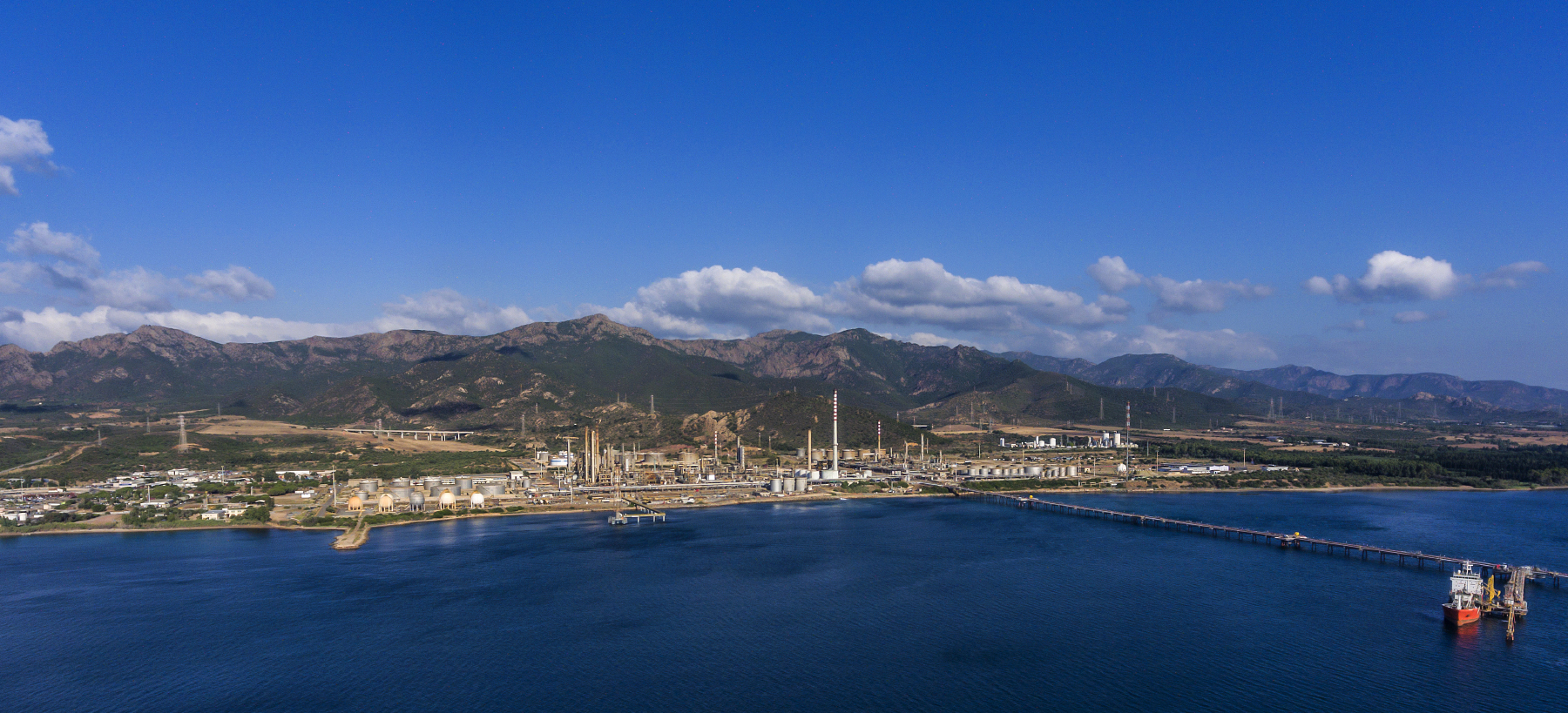
Raffinerie der Saras S.p.A. in Sarroch

## Aktionärsstruktur
(Stand: September 2023)
- 20,011 % Massimo Moratti S.a.p.A. (Familie Moratti)
- 10,005 % Angel Capital Management S.p.A. (Familie Moratti)
- 10,005 % Stella Holding S.p.A. (Familie Moratti)
- 13,756 % Urion Holdings (Malta) Limited (Trafigura)
- 46,223 % Streubesitz